# Ichthyomys
Ichthyomys és un gènere de rosegadors de la família dels cricètids. Les espècies d'aquest grup són oriündes del nord de Sud-amèrica. Tenen una llargada de cap a gropa d'11–21 cm i una cua de 15-19 cm. Els seus hàbitats naturals són les zones humides i les ribes de rierols situades a altituds d'entre 600 i 2.800 msnm. Tenen membranes entre els dits de les potes posteriors.